# Holcopasites
Holcopasites is een geslacht van vliesvleugelige insecten uit de familie bijen en hommels (Apidae).

## Soorten
- H. apacheorum (Hurd & Linsley, 1972)
- H. arizonicus (Linsley, 1942)
- H. bigibbosus (Hurd & Linsley, 1972)
- H. bohartorum (Hurd & Linsley, 1972)
- H. calliopsidis (Linsley, 1943)
- H. cazieri (Hurd & Linsley, 1972)
- H. eamia (Cockerell, 1909)
- H. haematurus (Cockerell & Hicks, 1926)
- H. heliopsis (Robertson, 1897)
- H. illinoiensis (Robertson, 1891)
- H. insoletus (Linsley, 1942)
- H. jerryrozeni (Neff, 2004)
- H. linsleyi (Cooper, 1993)
- H. minimus (Linsley, 1943)
- H. pulchellus (Cresson, 1878)
- H. rozeni (Hurd & Linsley, 1972)
- H. ruthae (Cooper, 1993)
- H. stevensi (Crawford, 1915)
- H. tegularis (Hurd & Linsley, 1972)